# Lakatos Imre (filozófus)
Lakatos Imre, született Lipsitz (Debrecen, 1922. november 9. – London, 1974. február 2.), magyar matematika- és tudományfilozófus. 1956-ban Angliába emigrált.

## Élete
Zsidó származású családban született. Nevét a II. világháború zsidóüldözései miatt változtatta meg, hogy elkerülje a deportálást. Először a Molnár nevet vette fel, amit később (állítólag a ruháiba bevarrt L. I. monogramok miatt) Lakatosra (Lakatos Géza kommunista eszméinek az emlékére[forrás?]) változtatott. Szüleit azonban deportálták, anyja és nagyanyja Auschwitzban halt meg.
1932 és 1940 között a debreceni gimnáziumban tanult, ahol már megmutatkoztak kitűnő matematikai képességei.
1940-től a debreceni Tudományegyetemen kezdetben jogot hallgatott, majd 1941-től matematika-fizika és filozófia szakon folytatta tanulmányait. 1945-ben a budapesti Eötvös-kollégiumban folytatja. Tanulmányait végül a budapesti Tudományegyetemen fejezte be, ahol Lukács György tanítványa volt. Ekkortájt a moszkvai Tudomány Egyetemre is ellátogatott, ahol Szofja Janovszkaját hallgatta.
1947-től a Népművelési Minisztérium kultúrpolitikai osztályának a munkatársa volt.
1950-ben letartóztatták, és egészen 1953-ig volt munkatáborban Recsken.
1954-től az MTA Matematikai Kutatóintézetében dolgozott matematikusként. Ezekben az években Karácsony Sándor, Lukács György és Pólya György gondolkodása volt rá nagy hatással, s ekkor fordította le magyarra Pólya György A gondolkodás iskolája (How to solve it, 1945) című művét.
1956. november 25-én Ausztrián keresztül Angliába emigrált, ahol 1957-től a Rockefeller Fellowship (Cambridge, Kings College)-ban a Bizonyítások és cáfolatok. A matematikai felfedezés logikája című, matematikafilozófiai értekezésével doktorált. (A dolgozatot a British Journal for the Philosophy of Science 1963–1964-ben közölte folytatásokban.) 1960-tól Karl Popper asszisztenseként dolgozott (London School of Economics), később (1969-ben) pedig átvette tőle a tanszéket. Azonban Lakatos soha nem kapta meg az angol állampolgárságot, hontalan volt.
1969-től a Londoni Egyetem (London School of Economics) filozófiai karán tanított, 1971-től pedig a Bostoni Egyetem professzora és British Journal of Philosophical Sciences munkatársa volt.
Első nagyszabású munkája a Bizonyítások és cáfolatok. Ebben a műben arról ír, hogy a matematika tudományának fejlődése nem modellezhető az axiomatikus-deduktív úton létrehozott teorémák egyszerű felhalmozódásaként.
1974-ben, 51 évesen halt meg Londonban, agyvérzés következtében. Emlékére díjat alapítottak (Lakatos Award). Munkája nagy része kéziratban marad fenn; nagy részét halála után publikálták.

## Munkássága
Lakatos hozzájárulása a tudományfilozófiához egy kísérlet volt az ellentétek feloldására Popper falszifikáció elmélete és a Kuhn-féle tudományos forradalom közt. Popper szerint egy elmélet akkor tekinthető tudományosnak, ha megmutatható a hamissága, tehát falszifikálható. Kuhn szerint egy paradigma határozza meg, mit kell vagy szabad alkalmazni a kutatásban, milyen jellegűek a tudományosnak minősülő problémák. Lakatos szerint a tudomány előrehaladását nem egy lineárisan növekvő tudáshalmazként kell elképzelnünk, de nem is normál-tudományos, illetve forradalmi időszakok váltakozásaként.
Lakatos szerint a tudomány egymással párhuzamosan működő elméleti keretek szerint halad előre, amelyek egy cáfolhatatlan kemény magból (negatív heurisztika) és az azt körülvevő, folyamatosan változó védőövből (pozitív heurisztika) állnak. (Lakatos Pólya Györgytől kölcsönzi a heurisztika kifejezést). Egy tudományos elmélet igazsága nem dönthető el abban a korban amikor felállították, ezt csak a jövő kutatásai tudják eldönteni.
Lakatos szerint, Popper filozófiájának kritikája (negatív heurisztika):
„Könnyű belátni, hogy egy elméletet csak akkor lehet „falszifikálni, ha kísérleti ellenőrzésekor némely „megfigyelései elméleteket” vagy „mérvelméleteket” („értelmező elméleteket”) kritikátlanul alkalmazunk. Ennélfogva a naiv falszifikacionizmus megköveteli, hogy – legalábbis az adott kritikai helyzetben – a tudományos ismeret két részre legyen osztva, problematikusra és nem problematikusra (mely utóbbiról általában feltételezik, hogy jól alá van támasztva). E követelmény azonban észszerűtlen és dogmatikus. Gyakran előfordul, hogy a „nem problematikus háttértudás” nincs kellően alátámasztva, s éppen elvetése jelenti a haladást. De még ha jól alá is van támasztva, a negatív kísérleti eredmény alapján nyugodtan következtethetünk hamisságára is. Ha kísérletezünk, saját módszertani döntésünkön múlik, hogy melyik elméletet tekintjük mérvelméletnek, s melyiket az éppen ellenőrzés alatt állónak. Márpedig ez a döntés határozza meg, hogy melyik deduktív modellben hajtjuk végre a modus tollenst. Így ha B az E1 elmélet „potenciális falszifikálója”, és E2 a mérvelmélet, akkor B megcáfolja E1-et, de ha B-t E2 potenciális falszifikálójának tekintjük, akkor B az E2-t cáfolja meg.” (Lakatos Imre: Bizonyítások és cáfolatok (Typotex, 1998) 28. old)

### Pozitív heurisztika
„A pozitív heurisztika megóvja a tudóst attól, hogy összezavarodjék a tengernyi anomália láttán. Kijelöl egy programot, amely a valóságot utánzó egyre bonyolultabb modellek sorozatát tartalmazza. A tudós figyelmét a modellépítésre fordítja, s a kutatási program pozitív összetevője által előre megadott instrukciókat követi. A valóságos adatokat, a rendelkezésre álló „adatokat” figyelmen kívül hagyja. Newton programjának első változatában a rögzített helyzetű, pontszerű Nap mellett csak egyetlen pontszerű bolygó szerepel. Ebben a modellben vezette le a Kepler ellipsziseire vonatkozó fordított négyzetes összefüggést. E modellt azonban saját dinamikájának harmadik törvénye kizárta, s ezért olyannal kellett helyettesítenie, amelyben a Nap és a bolygó közös gravitációs középpotjuk körül keringenek. E változtatást nem valamilyen megfigyelés motiválta (az adatok nem jeleztek anomáliát), hanem az elméleti nehézség. Majd programját több bolygóra dolgozta ki, de a bolygóközi erőket nem vette figyelembe. A következő változatban a Nap és a bolygók már nem tömegpontok, hanem tömeggolyók voltak. E módosítást újfent nem valamilyen megfigyelt anomália tette szükségessé, hanem az, hogy egy (kifejtetlen) értelmező elmélet megtiltotta a végtelen sűrűséget, s ezért a bolygóknak kiterjedtnek kellett lenniük. A módosítás komoly matematikai nehézségekkel járt, s hosszú ideig feltartotta Newtont, úgy, hogy a Principia kiadását több mint egy évtizeddel elhalasztotta. Miután ezt a „rejtvényt” is megoldotta, tengelyük körül forgó golyókon kezdett el dolgozni. Aztán megengedte az interplanetáris erőket, s figyelmét a perturbációknak szentelte. Ezen a ponton vette alaposabban szemügyre a tényeket. Modellje sok mindent gyönyörűen megmagyarázott (kvalitatíve), sok mindent azonban nem. Ekkor kezdett el az egyenlítő táján kidomborodó bolygókkal dolgozni, lapos bolygók helyett stb.” (Lakatos Imre Tudományfilozófiai Írásai (Atlantisz, 1997) 48. old)

### Tudományfilozófia
Az a jó tudományfilozófia, amely által definiált tudománytörténet írási kutatási program a tudomány történetének minél nagyobb részét képes racionálisként rekonstruálni
(azaz ha a belső és külső történet aránya nagy).
Lakatos szerint sosem mondhatjuk, hogy egy tudományos kutatási program végleg le van győzve, túl van haladva.
Nincsenek döntő kísérletek (csak az utólagos értékelés ruház fel bizonyos kísérleteket ezzel a státusszal).
Nem irracionális viselkedés ragaszkodni egy elmélethez akkor sem, ha léteznek az elmélettel nem összeférő tények

### Matematikafilozófia
Lakatos matematikafilozófiáját Hegel és Marx dialektikája, Karl Popper tudásról alkotott elmélete és Pólya Györgynek a heurisztikával kapcsolatos elképzelése befolyásolta.
Éles kritika tárgyává teszi a 19. és 20. század szinte egyeduralkodó matematikai nézetrendszerét, mely a matematikát azonosítja annak formális axiomatikus felépítésével. Nem az axiomatikus-deduktív módszert bírálja, hanem azt, hogy a formalisták felfogásában a matematika lényege ennyi, és nem több.
Szerinte sem a matematikai kutatások, sem a matematika fejlődése sem úgy zajlik, ahogyan a formalisták állítják. A publikációkban és tankönyvekben közölt letisztázott deduktív szövegek semmit nem mondanak arról, hogy mi a matematikai fogalmak jelentése és bevezetésük értelme. Lakatos érvel amellett, hogy a matematikai fogalmak ugyanúgy fejlődnek, mint a természettudományok fogalmai. A fejlődés mintáit foglalja össze "Bizonyítások és cáfolatok" c. munkájában.
Bevezet és szembeállít két jellegzetes tudománytípust az euklideszi és a kvázi empirikus tudományt. A klasszikus logika és az euklideszi geometria egy szűk magját euklideszinek, azaz evidens és intuitív axiómákra visszavezethető elméletnek tekinti, de az összetettebb matematikai elméletek axiómái legfeljebb csak munkahipotéziseknek tekinthetőek, így ezek esetén az empirikus tudományok megismerési módszerei érvényesek, azaz kvázi empirikusak.
Lakatos szerint tévednek azok a matematikusok, akik hívei a „látens” platonizmusnak, ami azt mondja ki, hogy a matematikai fogalmak, tételek, örökkévalóan léteznek, s a mi feladatunk csak ezen dolgok felfedezése. De nem ért egyet azzal az elképzeléssel sem, miszerint a matematikus feladata, hogy összefüggéseket teremtsen, találjon fel. Szerinte a külső hatásokat (pszichológiai-szociológiai tényezők) el kell különíteni a tudomány „belső mag”-jától, ami racionálisan levezethető kijelentésekből áll.

## Fontosabb művei
- Доказательства и опровержения [Dokazatyelsztva i oproverzsenyija] „Bizonyítások és cáfolatok”. (Moszkva, 1967)
- Historia de la ciencia y sus reconstrucciones racionales. Simposio con la participación de Herbert Feigl, Richard J. Hall etc.; spanyolra ford. Diego Ribes Nicolas; Tecnos, Madrid 1974
- Proofs and refutations. The logic of mathematical discovery; szerk. John Worrall, Elie Zahar; Cambridge University Press, Cambridge, 1976
- Bizonyítások és cáfolatok. A matematikai felfedezés logikája; szerk. John Worrall, Elie Zahar, ford. Boreczky Elemér; Gondolat, Bp., 1981
- Philosophical papers; szerk. John Worrall, Gregory Currie; Cambridge University Press, Cambridge 1978
- Bizonyítások és cáfolatok. Budapest, Typotex, 1998. (1963-64)
- Lakatos Imre tudományfilozófiai írásai. A racionalizmus szenvedélye (szerk.: Miklós Tamás), Atlantisz Könyvkiadó, Budapest, 1997(Kísértések), ISBN 9637978925
- Imre Lakatos–Paul Feyerabend: For and against method. Including Lakatos's lectures on scientific method and the Lakatos-Feyerabend correspondence; szerk., bev. Matteo Motterlini; University of Chicago Press, Chicago–London 1999
- The Methodology of Scientific Research Programmes: Philosophical Papers I. Cambridge, Cambridge University Press 1977
- Mathematics, Science and Epistemology: Philosophical Papers II. Cambridge, Cambridge University Press 1977. ISBN 0-521-21769-5
- Criticism and the Growth of Knowledge. (Szerk: Musgrave) Cambridge, Cambridge University Press ISBN 0-521-07826-1

## Személye, jelleme
Lakatos fiatalkorában (főként debreceni évei alatt) meggyőződéses kommunista volt, noha kapcsolata a hazai kommunista párttal kezdetben nem volt folyamatos. A marxizmusból csak 1954 környékén ábrándult ki, nem sokkal recski szabadulása után.
A fiatal Lakatosra sokan „dosztojevszkiji alakként” emlékeztek: akárcsak a híres orosz író regényhőseit, egy zseniális, ördögien okos, de környezete iránt érzéketlen embernek ismerték, aki mindenkit eszköznek tekint céljai elérésében, aki könnyen fanatizálható és másokat is könnyedén fanatizál. Hírhedt cselekedetei közé tartozik például, hogy debreceni elvtársaival együtt rábeszélt, illetve kényszerített egy fiatal lányt, Izsák Évát az öngyilkosságra, mivel a lányt keresték a hatóságok, és lelepleződése az egész csoportot veszélybe sodorhatta volna. Egyes visszaemlékezések fontos szerepet tulajdonítanak Lakatosnak az Eötvös Kollégium szétverésében is, amire a kommunista párttól kapott megbízást. Mások szerint saját meggyőződése vezette, amikor a kollégium keresztény-nemzeti múltját kritizálta. A kollégium feloszlatásának elrendelésekor azonban Lakatos már Recsken raboskodott.
1956-os emigrációja előtt azzal a hírrel döbbentette meg a környezetét, hogy éveken át az ÁVH besúgója volt. Többek között arról a Mérei Ferencről is jelentett, aki befogadta otthonába, amikor nem volt lakása. Életrajzírói szerint a nyilvános önleleplezésben az is motiválta, hogy emigrációja után ne tudják – a múltjával zsarolva – a jelentések folytatására kényszeríteni.